# Liste der denkmalgeschützten Objekte in Münzkirchen
Die Liste der denkmalgeschützten Objekte in Münzkirchen enthält die denkmalgeschützten, unbeweglichen Objekte der Gemeinde Münzkirchen im Bezirk Schärding (Oberösterreich).

## Denkmäler
| Foto |                 | Denkmal                                                                            | Standort                                | Beschreibung | Metadaten |
| ---- | --------------- | ---------------------------------------------------------------------------------- | --------------------------------------- | --- | --- |
| ja   | Datei hochladen | Kath. Pfarrkirche Mariae Himmelfahrt und Friedhof HERIS-ID: 52416 Objekt-ID: 59141 | Hofmark Standort KG: Münzkirchen        | Das dreischiffige vierjochige Langhaus wurde wohl im 17. Jahrhundert aus einem einschiffigen gotischen Langhaus erweitert. Das Langhaus ist kreuzgratgewölbt. Das nördliche Seitenschiff ist dreijochig mit dem Turm im vierten östlichen Joch. Der leicht eingezogene einjochige kreuzrippengewölbte Chor hat einen Fünfachtelschluss. | BDA-Hist.: Q25902836 Status: § 2a Stand der BDA-Liste: 2025-06-30 Name: Kath. Pfarrkirche Mariae Himmelfahrt und Friedhof GstNr.: 1, 3 Pfarrkirche Mariä Himmelfahrt (Münzkirchen) |
| ja   | Datei hochladen | Pfarrhof HERIS-ID: 84119 Objekt-ID: 98201                                          | Stiegl 4 Standort KG: Münzkirchen       | Das zweigeschoßige, späthistoristische Gebäude stammt aus dem Jahr 1902. | BDA-Hist.: Q38182099 Status: § 2a Stand der BDA-Liste: 2025-06-30 Name: Pfarrhof GstNr.: 832 Pfarrhof Münzkirchen                                                                  |
| ja   | Datei hochladen | Bauernhof, Broatnhof, Breidtengut HERIS-ID: 35938 Objekt-ID: 34781                 | Schießdorf 5 Standort KG: Schießdorf    | Innviertler Vierseithof mit Wohnhaus aus dem Jahr 1836; die Zimmermannsmalerei am Dachwerk stammt aus dem Jahr 1839. | BDA-Hist.: Q37967883 Status: Bescheid Stand der BDA-Liste: 2025-06-30 Name: Bauernhof, Broatnhof, Breidtengut GstNr.: 968 Broatnhof, Schießdorf                                    |
| ja   | Datei hochladen | Kath. Filialkirche hl. Sebastian HERIS-ID: 84098 Objekt-ID: 98177                  | Kapellenweg 18, bei Standort KG: Hofalt | Die nördlich der Gemeinde gelegene Kirche wurde 1635 bei einem Pestfriedhof erbaut und 1729 oder 1736 erweitert. Sie verfügt über einen Hochaltar im Stil der Spätrenaissance. | BDA-Hist.: Q38182067 Status: § 2a Stand der BDA-Liste: 2025-06-30 Name: Kath. Filialkirche hl. Sebastian GstNr.: 376 Filialkirche Hofalt                                           |